# نرمون (ممسنی)
نرمون روستایی از توابع بخش مرکزی شهرستان ممسنی در استان فارس ایران است.

## جمعیت
این روستا در دهستان بکش دو قرار دارد و براساس سرشماری مرکز آمار ایران در سال ۱۳۸۵، جمعیت آن ۳۲۵ نفر (۶۴خانوار) بوده‌است.